# Hanne (Film)
Hanne ist ein deutscher Spielfilm des Regisseurs Dominik Graf aus dem Jahr 2018. Das Drama entstand nach einem Drehbuch der Autorin Beate Langmaack und handelt von der Pensionärin Hanne, gespielt von Iris Berben, die in Vorbereitung auf einen Routineeingriff erfährt, dass sie möglicherweise Leukämie hat. Neben Berben traten unter anderem Petra Kleinert, Herbert Knaup, Trystan Pütter, Sophie Lutz, Luise Aschenbrenner und Sönke Möhring vor die Kamera. Die Premiere erfolgte 2018 am Filmfest München.

## Handlung
Noch während ihrer Abschiedsfeier erfährt Chefsekretärin Hanne Dührsen, dass ihr langjähriger Vorgesetzter in Folge eines Autounfalls ums Leben gekommen ist. Trotz des Schocks bemüht sie sich um Professionalität und bringt ihren Ausstand hinter sich, ohne dessen Tod zu erwähnen. Am nächsten Morgen übergibt die frischgebackene Pensionärin einer Malerfirma die Schlüssel zu ihrer Wohnung und reist mit dem Zug nach Wilhelmshaven, wo sie sich in einer Klinik endlich ihre Krampfadern entfernen lassen möchte. Doch zu der lange geplanten Operation kommt es nicht: Dr. Hamed, ihr behandelnder Arzt, erklärt ihr, dass im Rahmen der Voruntersuchungen Auffälligkeiten in ihrem Blutbild festgestellt worden seien, die auf eine akute myeloische Leukämie hinweisen könnten. Da er sich nicht festlegen will und am Wochenende weitere Laboruntersuchungen notwendig sind, bittet er die erschütterte Hanne, am darauf folgenden Montag wiederzukommen, um gemeinsam die Ergebnisse besprechen können. Diese entscheidet sich daraufhin, in Wilhelmshaven zu bleiben, und checkt kurzerhand in ein nahegelegenes Hotel ein.
Als Hanne entgegen der Empfehlung ihres Arztes nach der potentiellen Diagnose im Internet sucht, ringt sie um Fassung. Bei ihren Freundinnen erwähnt sie während eines Telefonats jedoch nichts von der Nachricht und auch ihren Sohn will sie zunächst nicht mit ihren Sorgen belasten. In einem Lokal kann sie sich noch am selben Abend der Dessousverkäuferin Uli anvertrauen. Die beiden ungleichen Frauen freunden sich an und beschließen, gemeinsam um die Häuser zu ziehen. Die Nacht endet für die beiden im Alkoholrausch. Während ihres Katerfrühstücks am nächsten Morgen entdeckt Hanne auf einem Firmenfahrzeug vor ihrem Hotelzimmerfenster den Namen ihrer verflossenen Jugendliebe Heiner wieder. Sie entschließt sich dazu, ihn anzurufen, und die beiden verabreden ein Treffen auf dem Gelände von Heiners Baufirma. Beim gemeinsamen Mittagessen sinnieren die beiden über vergangene Zeiten und Hanne küsst Heiner, der sie zunächst mit einer anderen Ex-Freundin verwechselt hatte. Nach Feierabend begleitet sie ihn nach Hause, wo die beiden die Nacht miteinander verbringen und Hanne sich anschließend davonschleicht.
Am Sonntagmorgen erhält Hanne einen Anruf von ihrem Sohn Tim, der sie unangekündigt zu Hause hatte besuchen wollen und dort nur auf die Angestellten der Malerfirma getroffen war. Sie überredet ihn, kurzerhand nach Wilhelmshaven zu kommen, wo er seiner Mutter beim Frühstück verrät, dass er Vater wird. Hanne, hin- und hergerissen zwischen der Freude für ihren Sohn und der Aussicht, die Geburt ihres ersten Enkelkindes möglicherweise nicht mehr miterleben zu können, verfällt in Ungeduld und Panik und beschließt nach Tims Abreise, Dr. Hamed zu sprechen. Sie lässt sich von einem Taxi zu seiner Privatadresse bringen, wo dieser gerade als Clown verkleidet einen Kindergeburtstag gestaltet. Der Arzt versucht, die aufgebrachte Hanne zu beruhigen, doch dieser fällt es zunehmend schwerer, abzuschalten. Als sie anschließend über die Felder zu Fuß den Heimweg antritt, gerät sie in einen Regenschauer. Sie findet auf dem Hochsitz von Jäger Sveni Zuflucht, der sie anschließend mit auf seinen Hof nimmt und seiner Familie vorstellt. Dort erhält sie von dessen Oma ein Rezept für eine Kindbettsuppe, welche Hanne nach ihrer Rückkehr ins Hotel noch in derselben Nacht mit Hilfe der freundlichen Rezeptionistin Sophie in der Hotelküche zubereitet und vorsorglich für ihr ungeborenes Enkelkind einfrieren möchte. Am nächsten Morgen kommt der Arzt auf sie zu. Ein zweigeteilter Bildschirm mit einer ernsten und einer optimistischen Hanne lässt die Diagnose offen.

## Kritiken

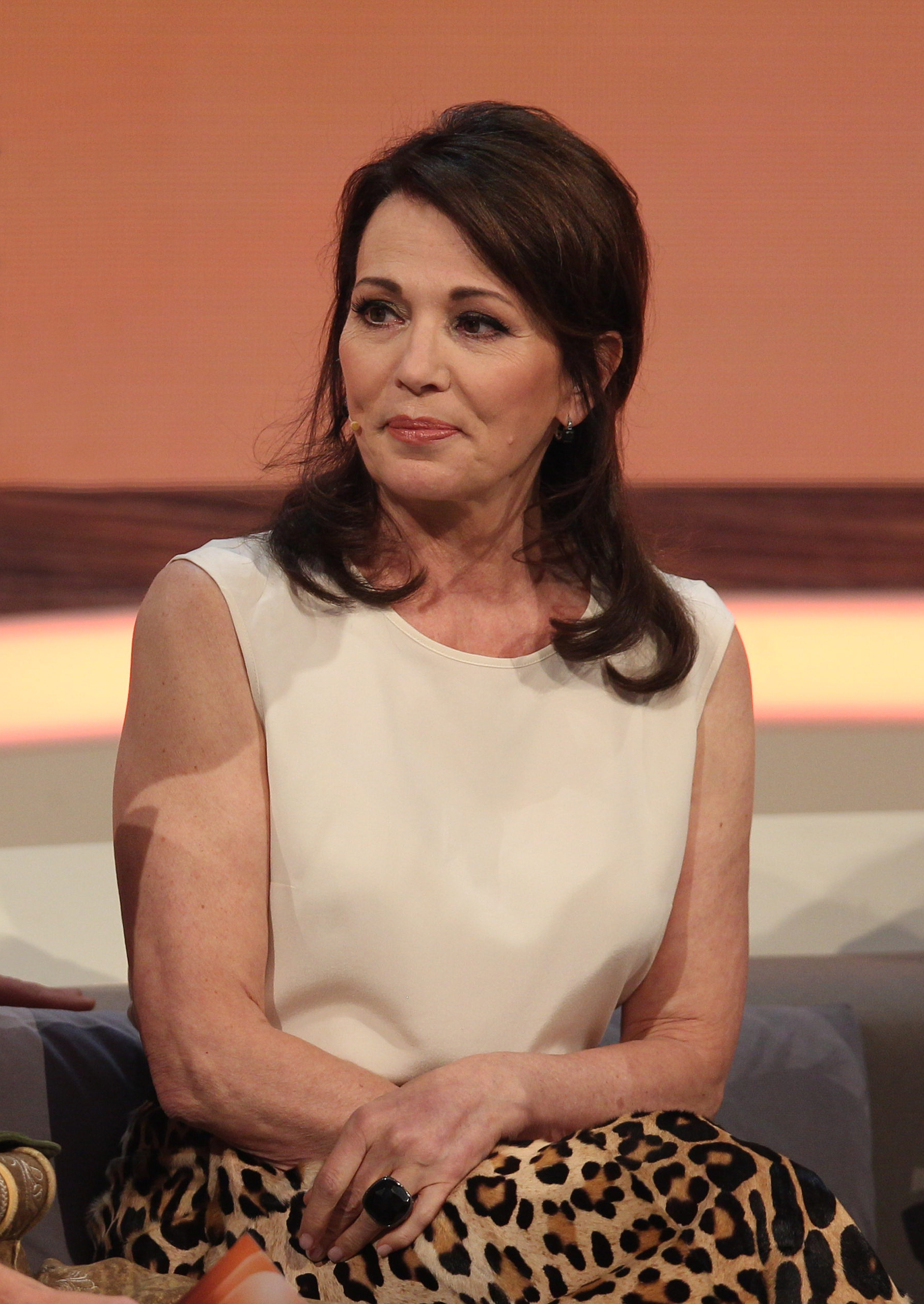
Hauptdarstellerin Iris Berben erhielt ausnahmslos positive Kritiken für ihr Spiel im Film.

„Hanne ist höflich, sympathisch, hält aber gern Distanz zu den Menschen: Eine Figur wie geschrieben für Iris Berben, die im Zuge ihrer Filme mit Matti Geschonneck in den letzten Jahren immer besser geworden ist und in dieser Arte/NDR-Koproduktion eine echte Glanzleistung abliefert“, urteilte Tilmann P. Gangloff in seiner Kritik für Tittelbach.tv. Der Film sei „ein Drama ohne übermäßig gespielte und inszenierte Emotionen. Es ist ein Road-Movie ohne Auto, sorgfältig erzählt, mehr Reflexion über das Leben als übers Sterben. Und ein Hauch Nouvelle Vague weht durch die Bilder.“
Frank Junghänel von Frankfurter Rundschau bezeichnete Hanne als „bewegenden TV-Film“, der jedoch vorhersehbarer sei als andere Filme von Dominik Graf. Junghänel befand, dass die Titelrolle „für eine Schauspielerin wie Iris Berben […] natürlich ein Geschenk“ sei, biete „ihr doch die Stationendramaturgie des Films die Chance, ihren Charakter der Hanne in schnellen Strichen zu zeichnen“. Berben gelingt es „hier erneut, ihr glamouröses Image zurechtzurücken. Doch ist ihrem Spiel fast immer auch der Ehrgeiz anzumerken, diesem Rollenprofil wirklich gerecht zu werden. Selbst wenn sie sich gehen lässt, ist das ein kontrolliertes Sichgehenlassen. Da ist Iris Berben genau wie Hanne.“
„Für Dominik Graf, den zehnfachen Grimme-Preisträger in ganz unterschiedlichen Genres, ist es die erste Zusammenarbeit mit der gelernten Psychologin Beate Langmaack. Bestimmte Stilmittel und Hommagen, etwa die bekannten Zooms, die Verbeugung vor dem Italowestern, finden sich auch hier und lassen sich mit filmdetektivischen Mitteln wohl vollständig aufspüren und dem „Werk“ zuordnen. Nichts davon aber ist wichtig oder entscheidend, um Hanne als Fernsehfilm zu würdigen, dessen Bewegung ins Offene eines unbestimmten Schicksals unmittelbar mitnimmt […] Iris Berben spielt diese Hanne mit großer Angemessenheit und durch eine gewisse Distanzdarstellung herzzerreißend“, schrieb Heike Hupertz in ihrer Rezension für die Frankfurter Allgemeine.
„Das klingt schwer nach Deluxe-Fernsehproduktion. Da besteht die Gefahr, dass das existenzielle Thema, der große Regisseur und die große Schauspielerin ganz doll am großen Genie-Rad drehen. Aber genau dieser Gefahr erliegt Hanne nicht“, urteilte Harald Hordych von der Süddeutschen Zeitung. Der Film entwickelte seine Größe „aus dem feinen Sinn für Komik, mitunter rauem Humor, trefflichen Dialogen.“  Graf habe „aus diesem Spiel mit der Todesangst keine große Sache gemacht, aber mit einem durchweg glänzenden Schauspielerensemble beweist er anrührend und unterhaltsam, dass mit den Tücken des nun mal endlichen Lebens klarzukommen alles andere als eine Kleinigkeit ist“.

## Erfolg
Hanne feierte am 7. Juni 2019 auf Arte Erstausstrahlung. Das Erste sendete den Spielfilm am 18. September 2019 in der Hauptsendezeit. Mit insgesamt 3,64 Millionen Zuschauern und 12,6 Prozent Marktanteil avancierte das Drama hinter der Fernsehreihe Aktenzeichen XY … ungelöst zur zweitmeistgesehenen Sendung des Tages. In der werberelevanten Zielgruppe der 14- bis 49-Jährigen schalteten 0,43 Millionen Zuseher; dies hatte einen Marktanteil von 4,9 Prozent zur Folge.

## Auszeichnungen
- 2019: Nominierung für den Fernsehfilmpreis der Deutschen Akademie der Darstellenden Künste
- 2020: Grimme-Preis – Beate Langmaack (Buch), Dominik Graf (Regie), Iris Berben (Darstellung)

## Verweise
- Hanne in der ARD-Mediathek. Video (88 Min.), abrufbar bis 6. August 2026
- Hanne  bei crew united